# Питер Паркер (персонаж Insomniac Games)
Питер Паркер (англ. Peter Parker), также известный как Человек-паук (англ. Spider-Man) — главный герой игровой серии Marvel’s Spider-Man от Insomniac Games, основанный на одноимённом супергерое комиксов издательства Marvel Comics, созданном сценаристом Стэном Ли и художником Стивом Дитко. За адаптацию персонажа отвечали сценаристы Insomniac Games Джон Пакетт, Бенджамин Арфманн и Келси Бичем, в то время как Юрий Ловенталь сыграл его при помощи технологии захвата движений, а затем озвучил. Эта версия Человека-паука носила четыре уникальных костюма: «Улучшенный костюм», костюм «Скорость», разработанный Ади Грановым, костюм «Гибкость» за авторством Габриэлем Дель’Отто, и костюм «Анти-Ок», который придумал Дастин Браун.
Во вселенной Insomniac Человек-паук изображается как более зрелый и опытный супергерой, который сражался с различными суперзлодеями за время восьмилетней борьбы с преступностью; как и в других адаптациях, персонаж пытается найти баланс между деятельностью защитника Нью-Йорка и повседневной жизнью Питера Паркера. Впоследствии становится наставником Майлза Моралеса, когда последний получает аналогичные паучьи способности после укуса другого генетически модифицированого паука, разработанного компанией «Oscorp».
Эта версия Человека-паука является главным героем игры Spider-Man (2018), второстепенным персонажем её спин-оффа Spider-Man: Miles Morales (2020) и одним из двух протагонистов сиквела Spider-Man 2 (2023). Также интерпретация от Insomniac появилась в комиксах Marvel в качестве альтернативной версии Человека-паука; её родной мир издательство идентифицировала как «Землю-1048». По мотивам игровой франшизы выходили: две серии комиксов, два романа и другие литературные спин-оффы. Персонаж фигурирует в анимационном фильме «Человек-паук: Паутина вселенных» (2023) в качестве одного из членов «Паучьего общества» Мигеля О‘Хары и упоминается как Питер Паркер / Человек-паук от Insomniac.
Критики высоко оценили как придуманные разработчиками образ и личность протагониста, так и актёрскую игру Ловенталя. С участием этого Человека-паука — в основном в «Улучшенном костюме» — выходили многочисленные товары. Первоначально для внутриигровой модели Питера Паркера использовалось лицо актёра Джона Бубняка, однако, начиная с ремастера Spider-Man для PlayStation 5 и Microsoft Windows Insomniac заменила его на лицо Бена Джордана, для лучшей передачи мимики Ловенталя при захвате движений; эти изменения привели к смешанной реакции игровых обозревателей и пользователей.

## Создание

### Образ

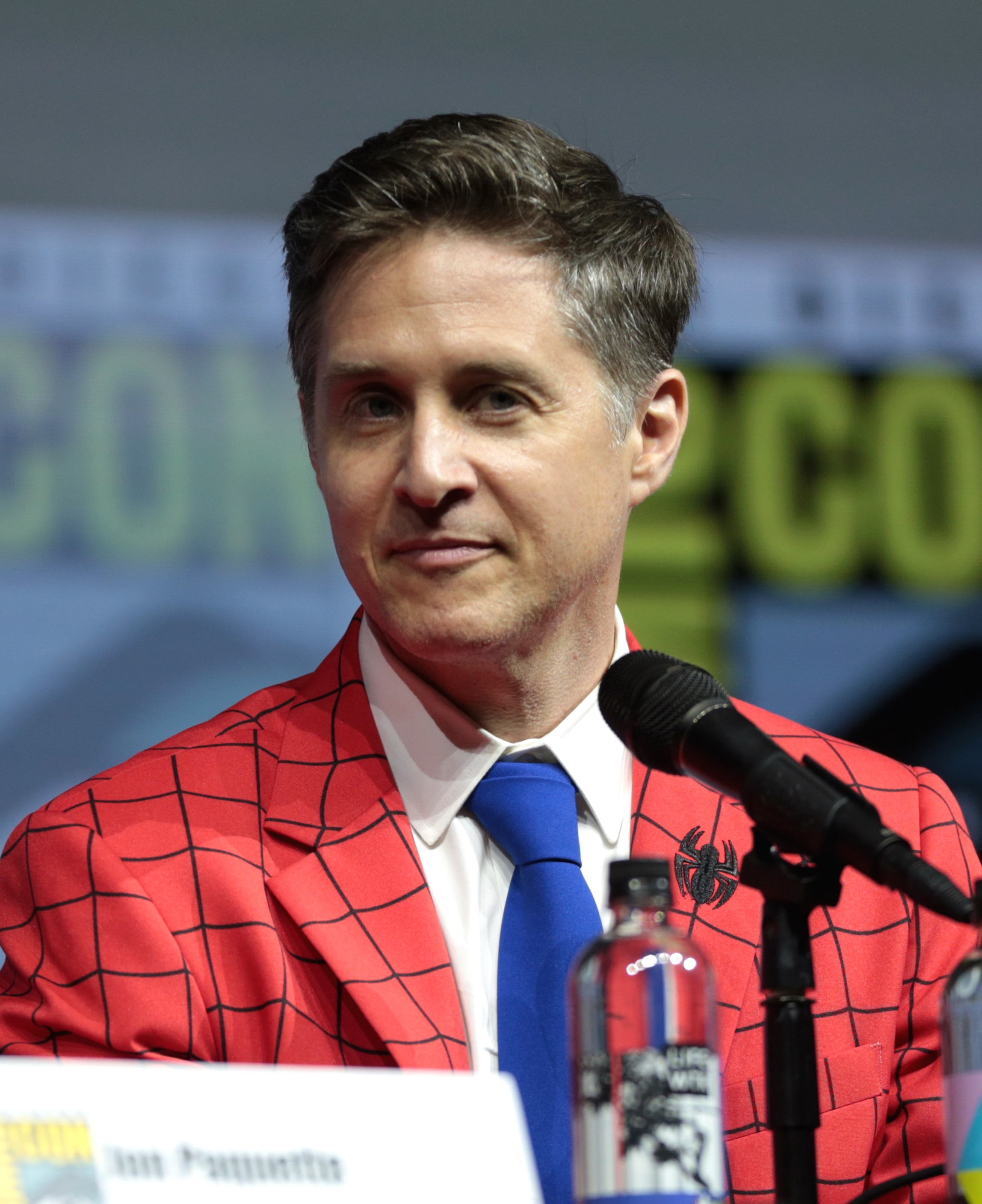
В игровой серии Marvel’s Spider-Man и различных медиа по её мотивам персонажа озвучил Юрий Ловенталь

Разработчики Insomniac Games выбрали Человека-паука из нескольких персонажей Marvel Comics, про которых они могли создать игру; по словам генерального директора компании Теда Прайса, члены команды были привязаны к этому супергерою гораздо глубже, чем к другим сверхлюдям вроде Тора и Железного человека, что и повлияло на их решение. Spider-Man стал первым проектом Insomniac, создававшимся по лицензии, за 22 года её деятельности.
Креативный директор Брайан Интихар объединился с командой сценаристов под руководством Джона Пакетта для создания новой версии Человека-паука, которая отдавала бы дань уважения оригинальному персонажу. До поступления в киношколу, в молодости Пакетт зачитывался комиксами о Человеке-пауке, в первую очередь The Amazing Spider-Man и The Spectacular Spider-Man, и Торе. Помимо Пакетта, в написании сюжета игры участвовали Бен Арфман и Келси Бичем; со-авторами также выступили сценаристы комиксов Христос Гейдж и Дэн Слотт. Insomniac исследовала различные версии персонажа, чтобы понять, что делает историю Человека-паука такой привлекательной и популярной; тем не менее, Пакетт не хотел, чтобы версия от Insomniac слишком сильно походила на какую-либо из существующих. За время ознакомления с многочисленными медиа-продуктами о супергерое создатели отметили тот факт, что на каждую победу Человека-паука приходится одна неудача Питера Паркера, и наоборот. По словам Интихара, ещё на ранней стадии разработки они хотели создать игру не только про Человека-паука, но и про Питера Паркера. Команда сознательно решила не включать в повествование «всем известную» историю происхождения Человека-паука.
Первоначально некоторые сотрудники Insomniac сомневались в кандидатуре Юрия Ловенталя на роль Питера Паркера / Человека-паука, так как ранее актёр озвучил совершенно не похожего на него по характеру главного героя игры Sunset Overdrive. Тем не менее, Пакетт поверил в Ловенталя и убедил руководство компании нанять его. Во время работы с режиссёром озвучивания Крисом Циммерманом Ловенталь пытался подобрать разные голоса для двух личностей персонажа — мягкого Паркера и более уверенного в себе Человека-паука; он потратил много времени на достижение этого замысла. На протяжении разработки игры Ловенталь работал с двумя каскадёрами.

### Дизайн
«Когда вы видите красно-синие цвета, культовые глаза, общий вид и форму, у вас не остаётся никаких сомнений, что это Человек-паук. Но… видя этого гигантского белого паука на красно-синем костюме, вы понимаете, что это нечто иное, родом из другой вселенной. Это Человек-Паук от Insomniac».
В начале игры персонаж носит костюм, основанный на классической версии за авторством Стива Дитко, однако, из-за серьёзных повреждений снаряжения в бою, ему приходится создать новый; в работе над «Улучшенным костюмом» также принимает участие Отто Октавиус.
Insomniac хотела осовременить костюм Человека-паука и при этом сохранить элементы дизайна Дитко. В новом усовершенствованном костюме сохраняется традиционная красно-синяя цветовая гамма, и, в то же время, присутствуют такие уникальные черты, как большой белый символ паука, простирающийся по передней и задней сторонам снаряжения и перчатки; обувь стилизована под спортивные кроссовки вместо привычных сапог. По словам арт-директора Джасинды Чу, художники получили установку создать костюм, который мог бы надеть «23-летний житель Нью-Йорка в 2018 году». Чу сравнила костюм с компрессионной одеждой и заявила, что её разноцветные части создавались из разных материалов: наименее прочные синие сегменты обеспечивают гибкость, более плотные красные нейтрализуют незначительный урон, а белые предоставляют наибольшую защиту, так как покрывают грудную клетку, руки и ноги.
Ещё один оригинальный костюм под названием «Скорость» придумал художник комиксов Ади Гранов; он характеризуется светящимися красно-серыми цветами и металлическими панелями.

## Появления

### Роман-приквел
Первое официальное появление персонажа состоялось в романе Marvel’s Spider-Man: Hostile Takeover, который вышел 21 августа 2018 года и предшествовал событиям оригинальной игры. В нём подробно описывается противостояние Человека-паука и игровой версии Кровавого паука, а также конфронтация Паркера и Кингпина.

### Игровая серияMarvel’s Spider-Man
В возрасте 15 лет одарённый, эрудированный и добрый, но в то же время тихий и нелюдимый старшеклассник Питер Паркер приобрел сверхчеловеческие способности после укуса генетически модифицированного паука во время школьной экскурсии. Создав альтер эго, Паркер изначально использовал новообретённые силы в личных целях; это привело к смерти его опекуна Бена Паркера от руки вооружённого грабителя, которого Питер ранее не остановил. Гибель дяди побудила молодого человека подойти к своему дару со всей степени ответственности и встать на защиту жителей Нью-Йорка в качестве супергероя Человека-паука. За восемь лет геройской деятельности 23-летний Паркер стал опытным борцом с преступностью, который не только противостоял различным суперзлодеем, но также изо всех сил пытался как спасать мирных жителей, так и строить собственную карьеру. Он работает ассистентом в исследовательской лаборатории у своего друга и наставника доктора Отто Октавиуса; в борьбе с преступностью ему помогают бесстрашный репортёр Daily Bugle, а также его бывшая одноклассница и бывшая девушка Мэри Джейн Уотсон, и капитан полиции Нью-Йорка Юри Ватанабэ. В повседневной жизни Паркера поддерживает его тётя Мэй Паркер. Как Человек-паук он знакомится с афро-пуэрториканцем американского происхождения Майлзом Моралесом и его родителями: офицером полиции Джефферсоном Дэвисом и Рио Моралес; генеральным директором «Oscorp» и по совместительству мэром Нью-Йорка Норманом Озборном и главой частной военной компании «Sable International» Сильвер Саблиновой.
Паркер ненадолго появляется в спин-оффе к оригинальной игре под названием Spider-Man: Miles Morales (2020), где выступает наставником Майлза, который годом ранее получил аналогичные паучьи способности после укуса другого генетически модифицированного паука. Питер помогает Майлзу усмирить Носорога, а затем сообщает ему о своей скорой поездке в Симкарию, в ходе которой он поможет Мэри Джейн осветить местную гражданскую войну в роли внештатного фотографа. Он поручает Майлзу присматривать за Нью-Йорком во время его отсутствия в течение нескольких недель и дарит ему новый красно-синий костюм Человека-паука; впоследствии Майлз создаёт собственный чёрно-красный паучий костюм. По мере развития сюжета выясняется, что Паркер разработал для Моралеса несколько виртуальных тренировок с ИИ, которые разместил по всему городу. В конце игры Паркер возвращается в Нью-Йорк и хвалит Майлза за спасение Гарлема от разрушения, после чего Люди-пауки отправляются бок о бок бороться с преступностью. Во время свободного исследования города Майлз узнаёт, что Питер решил взять небольшой перерыв, чтобы отремонтировать старый дом Мэй в Квинсе, который он унаследовал после её смерти, чтобы переехать туда вместе с Мэри Джейн и сосредоточиться на поиске новой работы; Моралес предлагает ему стать учителем в школе.
Персонаж вернулся в сиквеле Spider-Man 2 (2023). Он является одним из двух протагонистов игры, наряду с Моралесом, а симбиотический костюм усилил его способности.

### Комиксы издательства Marvel Comics

Человек-паук от Insomniac на обложке комикса Spider-Geddon #0 (сентябрь 2018). Художник — Клэйтон Крэйн

Персонаж появляется в сюжетной линии комиксов Spider-Geddon (2018) за авторством Христоса Гейджа, продолжающей события арки Spider-Verse (2014), по сюжету которой различные версии Людей-пауков из мультивселенной Marvel Comics объединяются для противостояния с Наследниками. Первый выпуск вышел 26 сентября 2018 года. В комиксе вселенная Insomniac была идентифицирована как «Земля-1048». Действие Spider-Geddon разворачивается после окончания первой игры; в комиксе дебютирует Тарантул из этой реальности. Художники Insomniac нарисовали несколько вариантов обложки к серии. По мнению Гейджа, сюжетная арка стала идеальной возможностью «закрепить популярность персонажа в комиксах».
В марте 2019 года состоялся релиз комикса Marvel’s Spider-Man: City at War из шести выпусков, повествование которого начинается после концовки игры 2018 года. Сценарий к нему написал Деннис Хоуплесс, в то время как Мишель Бандини выступил художником; Клэйтон Крэйн, Дэвид Накаяма, Херардо Сандоваль и Ади Гранов нарисовали несколько вариантов обложек. В августе 2019 года издательство выпустило вторую мини-серию под названием Marvel’s Spider-Man: Velocity; за сюжет вновь отвечал Хоуплесс, а Эмилио Лайсо иллюстрировал его видение. Как и в случае с предыдущей серией, историяVelocity происходит после событий оригинальной игры и освещает сражение Человека-паука с суперзлодеем Роем и трудовые будни Мэри Джейн и репортёра Бена Уриха. Третий комикс, Marvel’s Spider-Man: The Black Cat Strikes , вновь написанный Хоплессом и проиллюстрированный Лукой Мареской, вышел в 2020 году; представляет собой адаптацию DLC The City That Never Sleeps и расширяет взаимоотношения Человека-паука и Чёрной кошки.

### Другие появления
- «Улучшенный костюм» неоднократно появляется в анимационном фильме «Человек-паук: Через вселенные» (2018) в качестве одного из костюмов Ultimate Человека-паука[39][40].
- Изображение Человека-паука от Insomniac в костюме из серии фильмов Сэма Рэйми появляется в трейлере к фильму «Морбиус» (2022), действие которого разворачивается во «Вселенной Человека-паука от Sony»[41][42].
- Исполнитель роль Питера Паркера / Человека-паука Том Холланд играл в первую часть и подчеркнул несколько моментов из неё в фильме «Кинематографической вселенной Marvel» (КВМ) «Человек-паук: Нет пути домой» (2021). Во время сражения с Норманом Озборном / Зелёным гоблином в апартаментах Хэппи Хогана Паркер использует против него приём из игры от Insomniac, применяемый протагонистом в битве с Кингпином; также трагически погибает тётя Мэй, на могиле которой выгравирована фраза: «когда вы помогаете кому-то, вы помогаете всем», что является прямой отсылкой на мантру её игрового аналога. Кроме того, обе версии работают в приюте П.И.Р.[43][44].
- Намёк на Человека-паука от Insomniac есть в игре для PlayStation 5 Astro’s Playroom (2020), в которой присутствуют множество отсылок на различные франшизы PlayStation. При входе в район Caching Caves, если повернуть на юго-восток от Shock Walls можно найти комнату с Астро-ботом, свисающим с потолка вверх ногами на паутине[45].
- Две альтернативные версии Людей-пауков, напоминающие интерпретации Питера Паркера и Майлза Моралеса от Insomniac, появляются в анимационном фильме «Человек-паук: Паутина вселенных» (2023), где состоят в организации «Общество пауков» Мигеля О’Хары[46]. Паркера вновь озвучил Ловенталь[47].

## Восприятие

### Критика
Версия Питера Паркера от Insomniac Games было хорошо воспринята. Джонахан Дорнбуш из IGN похвалил внимание игры к Паркеру и похвалил Юрия Ловенталя за его «эмоциональную честность». Дом Неро из Esquire назвал персонажа одной из лучших версий Человека-паука, которых он видел. Ему нравилось, как Insomniac преподнесли мораль Человека-паука, в то же время позволяя ему «надрать кому-нибудь задницу паутиной». Журналист также похвалил то, как Питер справился с переходом во взрослую жизнь. Ноэль Рэнсом из Vice похвалил Insomniac за то, что они рискнули изобразить более зрелого Питера.
Джош Хармон из Electronic Gaming Monthly счёл историю персонажа одной из самых интересных вещей в игре. Он похвалил сценаристов за их видение Человека-паука и героев в целом, что, по его мнению, было сделано лучше, чем то, как другие адаптации персонажей комиксов. Мэтт Голдберг из Collider считает, что Insomniac преуспели в понимании «этоса» Человека-паука и бросили ему вызов уникальными способами.
Герой был назван любимым персонажем видеоигр на церемонии вручения наград Gamers’ Choice Awards в 2018 году. В Comic Book Resources считают новый продвинутый костюм Паука в игре одним из лучших альтернативных костюмов героя. Человек-паук от Insomniac занял 2-е место по результатам опроса IGN о том, кто является «самым удивительным и невероятным Человеком-пауком из всех существующих».

#### Споры о замене модели лица

Лицо Питера Паркера до ремастера (слева) и после него (справа)

После объявления о ремастере Marvel’s Spider-Man на PlayStation 5, Insomniac Games сообщила, что в игру будет внедрена новая модель лица. Это вызвало неоднозначную реакцию фанатов и критиков, а разработчики даже получали угрозы расправы и требования вернуть старую модель обратно. Многие отмечают, что новая модель лица выглядит значительно моложе, чем оригинальная, и сравнивают её с актёром Томом Холландом, который играет Питера Паркера в Кинематографической вселенной Marvel.
Крис Штукманн раскритиковал это изменение как ненужное, раздражающее и даже вредное. Он заявил, что оригинальное лицо делало Питера более «живым» и опытным в роли Человека-паука, и что это изменение негативно повлияло на отношения Майлза и Питера. Штукманн отметил, что он стал выглядеть «слишком молодым», чтобы правдоподобно быть наставником Майлза. С другой стороны Сэмми Баркер из Push Square назвал новый дизайн «весьма хорошим».

### Товары
На апрельском номере журнала Game Informer 2018 года изображён Человек-паук от Insomniac в его «Улучшенном костюме»; обложку для этого выпуска нарисовал знаменитый художник Marvel Comics Алекс Росс. В том же году на канале NBC перед началом Драфт НФЛ 2018 был показан рекламный ролик с участием персонажа, стилизованный под трейлер к блокбастеру.
Вскоре после релиза игры Sony выпустила ограниченное издание PS4 Pro красного цвета с логотипом белого паука, которое получило название «Amazing Red».
До выхода Marvel’s Spider-Man по всему миру продавались различные товары с главным героем, в частности коллекционные фигурки; Diamond Select Toys выпустила 10-дюймовую (250 мм) копию Человека-паука, а Sideshow Collectibles разработала сразу две миниатюры в масштабе 1/6 — Человека-паука в маскировочном костюме и Паука-панка. В это же время Hot Toys создала фигурку Человека-паука в костюме «Скорость». В качестве эксклюзива для GameStop Hasbro создала игрушку Человека-паука в «Улучшенном костюме» в рамках линейки Marvel Legends. Ещё одним эксклюзивом для GameStop послужила чиби-фигурка Человека-паука от Insomniac от Funko. Ко всему прочему, в продажу поступила одежда с изображением этой версии.